# Polygala rossica
Polygala rossica är en jungfrulinsväxtart som beskrevs av Kemul.-nath.. Polygala rossica ingår i släktet jungfrulinssläktet, och familjen jungfrulinsväxter. Inga underarter finns listade i Catalogue of Life.